# Mine damer og herrer
Mine damer og herrer er det syvende studiealbum fra den danske sanger og musiker Kim Larsen. Det blev udgivet den 3. maj 2010 på Medley Records, og er Larsens første soloalbum siden Hvem kan sige nej til en engel fra 1994. 
Førstesinglen "Næ, næ, næ" blev udgivet den 19. april 2010. Sangen er ifølge Larsen en protestsang, og handler bl.a. om "de drenge, der har svindlet og bedraget og slået bunden ud af finanssystemet" og at "demokratiet er sat ud af kraft, fordi alle partierne er ens efterhånden".
Ifølge producer Poul Bruun er albummet "meget enkel, meget skrabet, selvom Kim jo har så mange ideer hele tiden, at han er svær at holde nede. Så har jeg måttet slå ham over fingrene. Pladen har været anderledes at lave. Vi har bygget den op lag for lag, fordi Kim spiller de fleste af instrumenterne selv. Hvert nummer, ja helt ned til hver basgang er gennemarrangeret i studiet, og det giver selvfølgelig en anden arbejdsgang, end hvis man sidder et band omkring en mikrofon og indspiller sammen".
Ugen efter udgivelsen gik albummet ind på førstepladsen på den danske album-hitliste, og har per december 2010 solgt mere end 90.000 eksemplarer. Det var det andet mest solgte album i 2010. Albummet har også ligget henholdsvis nummer ni og 15 i Norge og Sverige.

## Spor
| #   | Titel               | Tekst                        | Musik               | Længde |
| --- | ------------------- | ---------------------------- | ------------------- | ------ |
| 1.  | "Udenfor døren"     | Kim Larsen                   | Larsen              |        |
| 2.  | "Hold ud"           | Larsen                       | Larsen, Traditionel |        |
| 3.  | "Stud Poker"        | Larsen                       | Larsen              |        |
| 4.  | "Botox & Silicone"  | Larsen, Jesper Haugaard      | Larsen, Haugaard    |        |
| 5.  | "Kom igen"          | Larsen                       | Larsen              |        |
| 6.  | "Danser med dig"    | Larsen, Haugaard             | Larsen, Haugaard    |        |
| 7.  | "Du er min"         | Larsen                       | Larsen              |        |
| 8.  | "Næ, næ, næ"        | Larsen                       | Larsen              |        |
| 9.  | "Blå lanterne"      | Larsen                       | Larsen              |        |
| 10. | "Bitter frugt"      | Larsen                       | Larsen              |        |
| 11. | "Har du hørt"       | Larsen, Karsten Skovgaard    | Larsen, Skovgaard   |        |
| 12. | "Mit et og alt"     | Larsen                       | Larsen              |        |
| 13. | "Giv mig en chance" | Larsen                       | Larsen              |        |
| 14. | "Mænd med måner"    | Larsen, Arne Ploug Jørgensen | Larsen              |        |

## Personel
- Poul Bruun – producer
- Lars Krarup – indspilning og mix
- Jan Eliasson – mastering
- Kim Larsen – sang, guitar og synthesizer
- Lars Krarup – bas, keys, guitar og andre strengeinstrumenter
- Rune Olesen – percussion og skiffle bas
- Jakob Højer – trommer på "Du er min", "Næ næ næ", "Danser med dig", "Har du hørt" og "Mænd med måner"
- Karsten Skovgaard – guitar på "Danser med dig" og "Mænd med måner"
- JaConfetti – kor på "Mit et og alt" og "Mænd med måner"
- Kathrine Brøndsted – kor på "Mit et og alt" og "Mænd med måner"
- Tim Christensen – mellotron og strygearrangement på "Blå lanterne"

## Hitliste- og salgsplacering
| Hitliste (2010) | Højeste placering | Certifikationer |
| --------------- | ----------------- | --------------- |
| Danmark         | 1                 | 3× Platin       |
| Norge           | 9                 |                 |
| Sverige         | 15                |                 |